# گربه‌ماهی کردستان
گربه‌ماهی کردستان (نام علمی: Glyptothorax kurdistanicus) نام یک گونه
از سرده سینه‌خراش از خانواده گربه‌ماهیان تندابه است.